# Elzhi
Elzhi (* 1979; bürgerlich Jason Powers) ist ein US-amerikanischer Rapper und ehemaliges Mitglied der Hip-Hop-Gruppe Slum Village.

## Werdegang
Elzhi begann im Jahr 1998 einige Lieder mit DJ Houseshoes aufzunehmen. Als erste Veröffentlichung erschien am Ende des Aufnahmeprozesses die EP Out Of Focus. Ein Jahr später nahm der Rapper einige Stücke mit der von Nick Speed und Magestik Legend gegründeten Gruppe 9-2-5 Colony auf. Das gemeinsame Material der Hip-Hop-Musiker wurde nie veröffentlicht.
Nachdem über Big Tone die Bekanntschaft mit dem Soul-Singer und Musiker Dwele, der zeitweise dieselbe Schule wie Elzhi besucht hatte, zustande gekommen war, gründeten die beiden zusammen mit Big Tone und 87, die damals Teil des Hip-Hop Shops waren und Lacks, den Elzhi in einem Studio kennengelernt hatte die Gruppe Breakfast Club. Im Jahr 2000 veröffentlichten sie die EP Breakfast Club.
Im Jahr 2001 arbeiteten T3 und Baatin von der Gruppe Slum Village an ihrem Album Trinity (Past, Present and Future). Während des Aufnahmeprozesses, lud die Gruppe Elzhi ein, um mit dem Rapper einige gemeinsame Stücke aufzunehmen. Die Zusammenarbeit funktionierte gut, sodass Elzhi das Angebot offeriert wurde, Mitglied der Hip-Hop-Gruppe zu werden.
2004 gründete Elzhi zusammen mit Nick Speed das Label Libido Sounds. Über diese Plattform veröffentlichte der Rapper das Mixtape Witness My Growth. Dieses erschien als Doppel-CD und enthält exklusive Beiträge von J Dilla, einige Stücke der EP Out Of Focus sowie Lieder, die vor 1997 entstanden waren.
Im April 2008 veröffentlichte Elzhi im Rahmen seiner Europa-Tournee mit DJ House Shoes, Phat Kat und DJ Dez ein Tour-Album mit dem Titel Euro-Pass. Am 12. August 2008 folgte das erste Soloalbum des Rappers. Es erschien unter dem Titel The Preface und wurde von Elzhi innerhalb von zweieinhalb Wochen aufgenommen. Um bisher unveröffentlichte Solo- und Featuretracks den Fans zugänglich zu machen, veröffentlichte Elzhi im Dezember 2009 das Mixtape The Leftovers (UnMixedTape). Es wurde ausschließlich zum freien Download angeboten und verzichtete bewusst auf die Einbindung eines Mixtape-DJs. Wenige Tage später veröffentlichten Elzhi und T3, durch den Tod des Slum Village-Mitglieds Baatin im August 2009 nur noch zu zweit, die Prequel-EP Villa Manifesto EP als Online-Vorläufer zum im Juli 2010 erschienenen sechsten Slum Village-Album Villa Manifesto. Aufgrund der Vielzahl an Aufnahmen des Rappers Baatin ist dieser posthum auf der EP auf jedem Song vertreten. Kurz nach der Veröffentlichung verließ Elzhi Slum Village wegen Differenzen mit RJ Rice.
Im Mai 2011 erschien sowohl als physischer Tonträger als auch zum kostenlosen Herunterladen das Mixtape Elmatic, eine Hommage an das Album Illmatic des New Yorker Rappers Nas. Elmatic wurde von Will Sessions produziert. Elzhi veröffentlichte mit Halftime und It Ain’t Hard To Tell zwei Videos zu der Veröffentlichung.
Im November 2013 startete Elzhi eine Crowdfunding-Kampagne auf der Plattform Kickstarter, um ein weiteres Album zu finanzieren. Nachdem er im Rahmen der vierwöchigen Kampagne 37.000 US-Dollar einnahm, verzögerte sich die Produktion um mehrere Jahre, woraufhin ein Fan medial beachtet mit einer Klage drohte. Daraufhin erklärte Elzhi die Verzögerung mit Depressionen und einer Suchtkrankheit. Kurz darauf erschien schließlich das versprochene Werk unter dem Namen Lead Poison.

## Diskografie
- 1998: Out of Focus (EP)
- 2000: The Breakfast Club (EP) (mit Dwele, Lacks, Big Tone & 87)
- 2002: Trinity (Past, Present and Future) (mit Slum Village)
- 2004: Detroit Deli (A Taste of Detroit) (mit Slum Village)
- 2004: Witness My Growth (Mixtape)
- 2005: Prequel to a Classic (Mixtape) (mit Slum Village)
- 2005: Slum Village (mit Slum Village)
- 2008: Europass
- 2008: The Preface
- 2009: The Leftovers (Unmixedtape) (Mixtape)
- 2009: Villa Manifesto EP (EP) (mit Slum Village)
- 2010: Villa Manifesto (mit Slum Village)
- 2011: Elmatic
- 2016: Lead Poison
- 2020: Seven Times Down Eight Times Up